# Rudarski bazen Nord-Pas de Calaisa
Rudarski bazen Nord-Pas de Calaisa (francuski: Bassin minier du Nord-Pas-de-Calais) je naziv za UNESCO-ovu svjetsku baštinu koja se sastoji od krajolika u francuskoj regiji Nord-Pas de Calais kojeg je više od tri stoljeća, od kraja 17. do sredine 20. st., oblikovala djelatnost vađenja ugljena. Ovaj francuski dio sjeverozapadne europske linije ugljena sastoji se od 109 zasebnih komponenti u duljini od 120 km (na preko 120.000 ha): od rudarskih jama (najstarija iz 1850.) i podignite infrastrukture, kao što su hrpe jalovine(od kojih neke pokrivaju 90 ha i premašuju visinu od 140 m, tzv. "šeširi") i dr., te infrastrukture za promet ugljenom (tračnice, kanali i transporteri, zajedno poznati kao cavaliers), željezničkih kolodvora, radničkih imanja i rudarskih sela, uključujući društvene zgrade, škole, vjerske građevine, zdravstvene i društvene ustanove, prostore tvrtki, vlasničkih i upraviteljskih kuća, te vijećnica i na kraju mjesta sjećanja na povijest rudarstva u "Rudarskom bazenu". Ova mjesta svjedoče o potrazi za stvaranjem modela radničkog grada iz sredine 19. stoljeća do 1960-ih i dočarava značajno razdoblje u industrijskoj povijesti Europe. Ona dokumentiraju životne uvjete radnika i solidarnost kojoj je dala zamah. Zbog toga je "Rudarski bazen Nord-Pas de Calaisa" upisan na UNESCOv popis mjesta svjetske baštine u Europi 2012. godine

## Osobitosti
Svjetska baština uključuje 109 pojedinačnih mjesta (ili dijelova) podijeljenih u 13 sekcija koji odgovaraju starim teritorijalnim koncesijama rudarskih tvrtki. Sve u svemu ima ih ukupno 353 zapanjujuća objekata na prostranom rudarskom krajoliku:
Jame uključuju sve površine i objekte na području rudarske jame i pridruženu podzemnu infrastrukturu. U njima se nalaze sve glavne faze razdoblja razvoja konstrukcija i tehnologije rudarstva od 1850. god. nadalje. Pored toga, četiri jame su označene kao "važnijim mjestima sjećanja": Gohelle, Oignies, Arenberg i Lewarde, sadašnji "Povijesni rudarski centar".
Tornjevi su visoke, spektakularane i monumentalne, građevine izrađene od metala ili betona, koje podržavaju uređaj dizala ispred rudarskog okna, za rudare i rudu.
Brda šljake su hrpe ruševina odstranjene iz ugljena nakon rada. Neke su vrlo značajnih razmjera, poput dvije hrpe br. 11. i 19., koje pokrivaju više od 90 hektara i više su od 140 metara.
Prometna infrastruktura za prijevoz ugljena (cavaliers) je kompleksna mreža željeznica i plovnih putova za transport i rukovanje rudarskim materijalima. Oni su pomogli oblikovati krajolik područja ugljenokopa u kojima se ističu željezničke postaje kao središta rudarskih gradova, te rudarska jezera nastala slijeganjem rude. Pored njih tu su i pojedinačni objekti poput postaje Auchy-les-Mines, signalog okvira na Chabaud-Latouru i silosa.
Mjesta društveno-gospodarskog života rudnika su prestižni veliki uredi ("palače") tvrtki, sobe za sastanke i zbivanja, te gradske dvorane koje su služile kao domovi sindikata i radničkih zadruga. Ona odražavaju tipičnu édilitaire arhitekturu.
Stanovi poslodavaca i viših rukovoditelja, upravitelja i inženjera su bili smješteni u neposrednoj blizini rudnika, dok su vlasnici i upraviteji društava imali rezidencije ili dvorce sa zatvorenim parkovima, malo dalje od rudnika i bliže gradskim središtima.
Stambeni posjedi (naselja) su skupine radničkih stanova u rudarskom području, obično sličnih pročelja od opeke, poredane u nizu i simetrično uz ravne popločane ulice (coron). Nastala su tijekom 19. stoljeća iz brige za uvjete života radnika, ali i želje da se kontrolira populacija maloljetnih osoba potrebnih za rad u rudnicima, a koje su inače privlačili veći gradovi; što je također još jedan dokaz urbanih i društvenih transformacija koje donosi industrijalizacija. Njihov dizajn je mjesto sukoba između različitih struja društvene misli i nove utopijske ideologije 19. stoljeća. Pod utjecajem arhitekata i inženjera oni su prošli kroz mnoge varijacije i razvili su se tijekom povijesti rudarstva. Široko su rasprostranjena u rudarskoj regiji Nord-Pas de Calais (njih gotovo 600), a zaštićeni su odabrani strogom selekcijom na temelju njihovog značenja, integriteta i autentičnosti.
Škole, stručni centri, škole za djevojčice i domaćice, itd. nadopunjuju društvene odredbe radničkih naselja, poput potrebe za specifičnim osposobljavanjem u području rudarstva i upravljanja, te obrazovanja obitelji. Izvorno škola katoličkog odgoja su postupno, tijekom 20. stoljeća, postajale javnim školskim ustanovama.
Vjerske građevine su kao mjesta bogoštovlja izgradile mnoge tvrtke za promicanje vjerske prakse i dobrog moralnog ponašanja kako bi se imao nadzor nad društvenim običajima rudara i njihovih obitelji. Monumentalni simboli duhovne, ali i moralne, visine su često gradili poznati arhitekti. One su također dovele i do de-kršćanizacije nekih rudara i uspon socijalističkih i marksističkih ideja (Front populaire).
Zdravstvene ustanove su jedno od najvažnijih naslijeđa rudarstva. Stvaranje humanitarnih društvenih fondova od početka 19. stoljeća postavilo je temelje socijalne zaštite radnika, što je dovelo do otvoranja mnogih bolnica, klinika, ljekarni, rodilišta, itd.
Društveni, kulturni i sportski objekti su svi oni koji su povezani s razvojem kulturnih (glazbene škole i dvorane) i sportskih aktivnosti (gimnastika, nogomet) u okviru socijalne politike poduzeća.
Spomenici i mjesta sjećanja su spomenici i mjesta komemoracije nacionalne povijesti rudarstva koja je obilježena mnogim dramatičnim događajima, poput katastrofe u Courrièresu iz 1906. godine u kojoj je bilio gotovo 1100 mrtvih.
- Nekoliko brda šljake, tzv. "šešira", Nord-Pas de Calaisa
- Nekoliko tornjeva rudarskih jama Nord-Pas de Calaisa
- Nekoliko vrsta rudarskih kuća Nord-Pas de Calaisa iz razdoblja prije nacionalizacije